# 4866 Badillo
A 4866 Badillo (ideiglenes jelöléssel 1988 VB3) a Naprendszer kisbolygóövében található aszteroida. Takuo Kojima fedezte fel 1988. november 10-én.